# دیوید لی اسمیت
دیوید لی اسمیت (انگلیسی: David Lee Smith؛ زادهٔ ۸ سپتامبر ۱۹۶۳) هنرپیشه اهل ایالات متحده آمریکا است. از فیلم‌هایی که وی در آن نقش داشته است می‌توان به مردی از زمین، باشگاه مبارزه، اسرار غیبی انجمن خواهرانه یایا، بین جهان‌ها و زودیاک اشاره کرد.